# Амортизер
Амортизер је направа за ублажавање енергије удара или пригушење осцилација. Има широку примјену, посебно код моторних возила и ваздухоплова.
Почели су да се користе почетком 20. вијека да би се омогућила удобнија вожња, али је ускоро откривено да је корист од њихове употребе знатно већа. Они продужују вијек возила и компоненти због смањених удараца, повећавају практичну брзину возила, и дају бољу стабилност.
По начину рада могу бити једнострани и двострани. Једнострани дјелују само при једном смјеру силе (као код приближавања ходних дијелова оквиру), а двострани при оба смјера.
Типови амортизера су разни, најчешћи су дати испод.

## Опружни амортизер
Ублажавање (амортизација) удара се врши на принципу сабијања опруге. Проблеми су кратак вијек трајања и тврдоћа.

## Гумени амортизер
Амортизација се врши деформацијом гумених блокова или трака. Користе се за пригушивање осцилација машина, посебно код система монтирања на подлогу.

## Механички (фрикциони) амортизер
Ради на принципу трења. Чест је механички а. двостраног дејства, који се састоји од металних плоча приљубљених помоћу посебне опруге с вијком за подешавање. До средине 1920-их је био најчешћи амортизер код путничких возила. Проблем је кратак вијек трајања.

## Хидраулички амортизер
Принцип рада је у потискивању уља или друге подесне течности из простора ниског у простор високог притиска у цилиндру. Ово кретање узрокује унутрашње трење течности и због вискозности уља не може се извести тренутно, па се постиже пригушење удара. Најчешћи типови су крилни, полужни и телескопски амортизер. Код свих хидрауличних амортизера мора постојати добро заптивање читавог склопа.
- Крилни а. је старији тип, без клипа и цилиндра, гдје се уље потискује кроз отворе у крилу које се помиче при осцилацијама гибњева возила.
- Полужни а. имају цилиндар, клип и клипну полугу. Цилиндар је затворен на оба краја и везан с шасијом возила. Клипна полуга је једним крајем везана за балансир или рукавац точка, а другим за клип. С једне стране клипа су простори с уљем с вишим и нижим притиском, међусобно спојени каналима.
- Телескопски а. су најсавршенији. Састоје се од клипа (причвршћен преко клипњаче на тијело возила) и цилиндра с уљем. С једне стране клипа је простор с уљем с вишим, а с друге под нижим притиском. Простори су спојени вентилима, а због вискозности флуида, нагла промјена притиска није могућа, па је помјерање клипа пригушено. Овим се врши амортизација објеката причвршћених за клипну полугу.

## Пнеуматски амортизер
Дјелују истим принципом као и хидраулични само користе ваздух умјесто уља. Могу бити једностраног и двостраног дејства. Чести код вишушка мотоцикла и стајних трапова малих авиона.

## Хидропнеуматски амортизер
Претварају кинетичку у топотну енергију. Користе се за вјешање тежих аутомобила, авиона, камиона, жељезничких вагона и слично.

## Опружно-хидраулички амортизер
Спој опружног и хидрауличког амортизера.